# John Lyde Wilson
John Lyde Wilson, född 24 maj 1784 i nuvarande Marlboro County i South Carolina, död 12 februari 1849 i Charleston, South Carolina, var en amerikansk politiker (demokrat-republikan). Han var South Carolinas guvernör 1822–1824.
Wilson studerade juridik och inledde 1807 sin karriär som advokat i South Carolina.
Wilson efterträdde 1822 Thomas Bennett som South Carolinas guvernör och efterträddes 1824 av Richard Irvine Manning. Han var författare till duellmanualen Code of Honor (1838).
Wilson avled 1849 och gravsattes i Charleston County.